# Eupithecia istriaca
Eupithecia istriaca là một loài bướm đêm trong họ Geometridae.